# Aeroporto Internacional Chinggis Khaan
O Aeroporto Internacional Chinggis Khaan (IATA: ULN, ICAO: ZMUB) é o principal aeroporto da Mongólia, localizado em Ulaanbaatar, a capital do país. Fica a cerca de 15 km do centro da cidade. O aeroporto era conhecido como Aeroporto Buyant Ukhaa, e depois foi renomeado em homenagem ao grão-cã mongol Gengis Cã, durante as celebrações do 800º aniversário de estabelecimento do Estado Mongol, em 21 de dezembro de 2005.
O aeroporto é a principal base de operações das companhias aéreas nacionais MIAT Mongolian Airlines, Eznis Airways e Aero Mongolia.

## Linhas aéreas e destinos
- Aero Mongolia (Bayankhongor, Cheongju, Choibalsan, Hohhot, Irkutsk, Mörön, Ulaangom)
- Aeroflot (Moscou-Sheremetyevo)
- Air China (Pequim)
- Eznis Airways (Bayankhongor, Choibalsan, Dalanzadgad, Khovd, Mörön, Ulaangom)
- Korean Air (Seul-Incheon)
- MIAT Mongolian Airlines (Altai, Arvaikheer, Berlim-Tegel, Bulgan, Dalanzadgad, Bulgan [Khovd], Khovd, Irkutsk, Mandalgovi, Mörön, Milão-Malpensa [sazonal], Moscou-Sheremetyevo, Osaka-Kansai [sazonal], Pequim, Seul-Incheon, Tóquio-Narita, Ulaangom)
- Japan Airlines (Tóquio-Narita [sazonal])